# Équipe d'Israël de Coupe Davis
L'équipe d'Israël de Coupe Davis représente Israël à la Coupe Davis. Elle est placée sous l'égide de la Fédération israélienne de tennis.

## Historique
Créée en 1949, l'équipe d'Israël de Coupe Davis a réalisé sa meilleure performance en 2009 en atteignant les demi-finales.

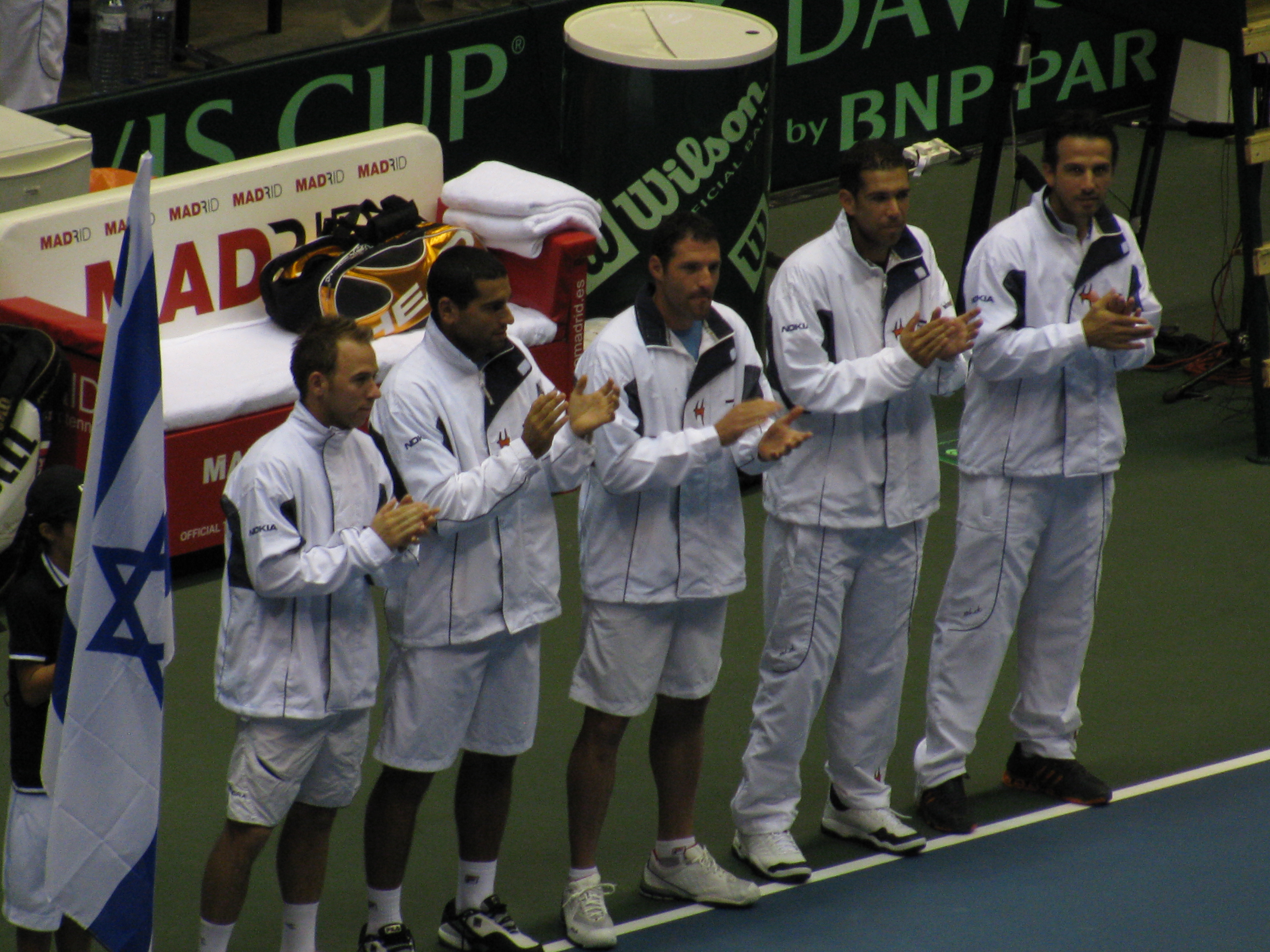
Équipe d'Israël de Coupe Davis de 2009.

## Joueurs de l'équipe
Les chiffres indiquent le nombre de matchs joués
- Dudi Sela
- Harel Levy
- Andy Ram
- Jonathan Erlich
- Amir Weintraub